# Броненосцы береговой обороны типа «Адмирал Ушаков»
Бронено́сцы берегово́й оборо́ны ти́па «Адмира́л Ушако́в» — тип боевых кораблей Российского императорского флота.
Заказаны по судостроительной программе 1890 года вместо малых броненосцев типа «Гангут»; всего в 1893—1899 годах Балтийским заводом и «Новым Адмиралтейством» было построено три корабля: «Адмирал Сенявин», «Адмирал Ушаков» и «Генерал-адмирал Апраксин». Запланированная постройка четвёртого — более крупного — броненосца («Адмирал Бутаков») была отменена в 1900 году.
Все три броненосца после ввода в строй служили в Практической эскадре и Учебно-артиллерийском отряде Балтийского флота. В феврале — мае 1905 года в составе Третьей Тихоокеанской эскадры корабли совершили переход с Балтики на Тихий океан и приняли участие в Цусимском сражении. «Адмирал Ушаков» был затоплен после неравного боя с японскими крейсерами «Иватэ» и «Якумо», а «Генерал-адмирал Апраксин» и «Адмирал Сенявин» сдались противнику. В японском флоте корабли получили названия «Окиносима» и «Мисима», прослужив до 1930-х годов.

## Разработка проекта кораблей
Разработка проекта броненосца береговой обороны (ББО) в России началась в августе 1889 года по указанию управляющего Морским министерством вице-адмирала Чихачёва. Прототипом для него должен был служить построенный во Франции в 1885—1889 годах греческий ББО «Идра», который при нормальном водоизмещении в 4810 тонн нёс три 270-мм и пять 150-мм орудий, имел 300-мм броневой пояс и развивал скорость до 17 узлов. Кроме того, корабль не должен был уступать имевшимся на Балтийском море немецким малым броненосцам типа «Зигфрид» и шведским — типа «Свеа».
В начале сентября 1889 года Морской технический комитет (МТК) представил два эскизных проекта, созданных под руководством Эраста Гуляева. При водоизмещении в 4000 тонн корабли должны были нести четыре 229-мм/35 орудия в двух башнях и 229-мм броневой пояс (выгодно отличавшийся от пояса «Идры» большей шириной), развивая скорость до 15 узлов. Проекты были рассмотрены управляющим и рекомендованы для дальнейшей разработки.
В октябре МТК выдал ещё четыре эскизных проекта, предусматривавших, в частности, 305-мм артиллерию главного калибра и 305-мм пояс. 1 мая 1890 года Гуляев подписал «Предварительные соображения об элементах в расчёте статей грузов нового двухбашенного броненосца для Балтийского моря в 4200 тонн». В этом проекте предполагалось использовать два броневых пояса и барбетные установки главного калибра.
Из-за загруженности МТК проектированием океанских броненосцев проработка ББО была прервана на несколько месяцев и возобновилась только весной следующего года. Вооружением нового варианта стали четыре 229-мм орудия в двух башнях и четыре 120-мм в надстройке, от второго пояса отказались. 9 июня 1891 года этот проект был рассмотрен на заседании МТК и получил одобрение Чихачёва с указанием довести скорость хода до 16 узлов за счёт брони. 13 июня проект одобрил и генерал-адмирал великий князь Алексей Александрович, распорядившийся при этом заменить 120-мм орудия на новые скорострельные 152-мм орудия Канэ. В июле было принято решение о постройке двух таких броненосцев, начались работы по выпуску комплекта строительных чертежей и изготовлению модели в масштабе 1:48. Наконец, 14 октября МТК на заседании одобрил проект, а генерал-адмирал 20 октября в откорректированном виде (без мин и с увеличенным боекомплектом 152-мм снарядов) его утвердил и распорядился передать в Главное управление кораблестроения и снабжений (ГУКиС) для определения подрядчиков.
В ноябре 1891 года МТК объявил конкурс на поставку силовой установки для кораблей, который в марте и мае следующего выиграли британские компании «Модсли, сонс энд Филд» и «Хамфрис Теннант энд Ко», обошедшие конкурировавшие предложения Балтийского завода и немецких фирм «Шихау» и «Вулкан».
26 мая 1892 года в ходе совместного заседании артиллерийского и кораблестроительных отделений МТК выдвинул предложение о замене 229-мм орудий на перспективные 254-мм с длиной ствола 45 калибра в том же количестве и с тем же боекомплектом (50 снарядов на ствол). Чихачёв одобрил его, считая допустимой возникшую при этом перегрузку в 39,3 т. Из-за внедрения закрытых башенных установок вместо барбетных и более тяжёлых 225,5-кг снарядов масса корабля затем выросла ещё на 200 т, и 16 марта 1893 года МТК предложил для компенсации этого уменьшить толщину пояса на 10 %, применив вместо сталеникелевой брони более прочную гарвеевскую. Управляющий отклонил его, но поручил рассмотреть возможность замены 152-мм орудий Канэ на 120-мм (с экономией веса в 37,3 т), на что МТК не нашёл возражений.

### Проект четвёртого броненосца
По принятой в марте 1895 года семилетней судостроительной программе до 1902 года планировалась, в том числе, и постройка ещё четырёх кораблей типа «Адмирал Сенявин». В апреле 1899 года эту программу объединили с программой 1898 года «для нужд Дальнего Востока», при этом в ней осталась только одна такая единица (по типу «Апраксина», нужная для образования однородного соединения с тремя уже построенными кораблями), вместо остальных было решено заказать ещё один эскадренный броненосец.
Первые проработки усовершенствованного проекта МТК провёл по отданному ещё в октябре 1897 года указанию управляющего Морским министерством Павла Тыртова. Предполагалось, в частности, использование полубака для улучшения мореходности, перемещение носовой башни к носу, добавление скоса броневой палубы и бортовых снарядных погребов. Хотя огнетрубные котлы планировалось заменить на водотрубные Бельвиля, занимавшиеся проектом Аполлон Кротков и Николай Кутейников посчитали нужным сохранить прежнюю ёмкость угольных ям и максимальную скорость в 16 узлов как достаточные для такого корабля.
После апрельского совещания 1899 года великий князь Александр Михайлович разработал эскизы эскадренного броненосца, броненосца береговой обороны и броненосного крейсера с единым и максимально скорострельным калибром из 203-мм орудий. Технические проекты на их основе были созданы Дмитрием Скворцовым. Два из них МТК отклонил, а броненосец береговой обороны по третьему из них было решено построить на «Новом Адмиралтействе» в каменном эллинге, занятом на тот момент «Дианой». Альтернативный проект Балтийского завода при этом был отвергнут. 7 января 1900 года управляющий министерством выдал наряд «Новому Адмиралтейству» на постройку броненосца в деревянном эллинге (в каменном было решено заложить транспорт), в марте Главное управление кораблестроения и снабжений (ГУКиС) выделило для этих целей первые 100 тысяч рублей. Спроектированный Скворцовым корабль имел следующие спецификации:
- водоизмещение 5985 тонн, длина 103,6 м, ширина 18,0 м и осадка 5,2 м;
- вооружение из шести 203-мм/45 (четыре в двухорудийных башнях в оконечностях, два в одноорудийных башнях, расположенных побортно), восемь 75-мм/50 и восемь 47-мм орудий, четыре 7,62-мм пулемёта и шесть торпедных аппаратов (четыре надводных, два подводных);
- бронирование включало главный пояс толщиной от 178 до 102 мм, 51-мм броневую палубу со скосами, 152-мм башни и 76-мм каземат;
- энергетическая установка мощностью 7000 л. с. (12 котлов Бельвиля или 16 Никлосса), максимальная скорость хода 16 узлов.

Броненосец предполагалось назвать «Адмирал Бутаков» в честь Григория Бутакова, одного из создателей русского броненосного флота. 14 сентября 1900 года по указанию Тыртова работы по нему были отложены, а позже и отменены, выделенные средства направили на более крупные единицы программы 1898 года. К тому моменту «Новое Адмиралтейство» почти завершило разбивку его корпуса на плазе, затратив 5419,16 рублей.

## Описание конструкции

### Корпус и компоновка
Корпус кораблей наибольшей длиной 86,4 м, шириной 15,9 м и осадкой 5,2 м (при водоизмещении 4126 т) делился 5 переборками на 6 водонепроницаемых отсеков. Форштевень был литым и имел традиционную таранную форму, конструкция набора за ним была усиленной.
Корабли имели двойное дно, делившееся шпангоутами и стрингерами на водонепроницаемые клетки. Поверх него шла магистральная водоотливная труба диаметром 457 мм в центральной части и 406 мм — в оконечностях. Ответвления от неё имелись во всех отсеках корпуса и секциях двойного дна. Для откачки воды по ним были предусмотрены шесть водоотливных турбин с паровым приводом производительностью 250 т/ч каждая, два паровых эжектора Фридмана и четыре помпы системы Стоуна.
В центральной части корпуса находилась надстройка длиной 42,6 м, собиравшаяся из 9,5-мм стальных листов. Там размещались складские помещения, оружейная, офицерский и матросский камбузы, а также походная церковь. Над надстройкой возвышались две дымовые трубы, воздухозаборники вентиляторов, мачты, мостик, боевая и штурманская рубки.

### Броневая защита
Основной броневой пояс был набран из плит сталеникелевой брони. Длина пояса составляла 53 м, ширина — 2,1 м (в том числе 1,2 под водой). Толщина пояса составляла 254 мм, уменьшаясь до 203 мм в оконечностях и до 127 мм — в нижней части пояса. Броневая цитадель также включала в себя 203-мм носовой и 152-мм кормовой траверзы.
На третьем корабле серии («Генерал-адмирал Апраксин») применили более прочную гарвеевскую броню, уменьшив толщину пояса до 216 мм (до 165 мм в оконечностях) и носового траверза — до 165 мм.
К поясу и настилу палуб крепились листы 25-мм броневой палубы. Начиная с траверзов палуба становилась карапасной, а её толщина составляла 51 мм, уменьшаясь к оконечностям до 38 мм.
Боевая рубка защищалась 178-мм плитами, установки главного калибра имели 152-мм барбеты и башни со 178-мм вертикальным бронированием и 38-мм крышей.

### Энергетическая установка
На кораблях этого типа устанавливались по две вертикальные паровые машины тройного расширения проектной мощностью по 2500 лошадиных сил при 127 об/мин, изготавливавшиеся британскими фирмами «Модсли, сонс энд Филд» («Ушаков»), «Хамфрис Теннант энд Ко» («Сенявин») и Франко-Русским заводом по чертежам первой («Апраксин»). Они приводили в действие два четырёхлопастных гребных винта диаметром по 3,96 м. Конкретно у машин Модсли диаметр цилиндров составлял 787, 1172 и 1723 мм (высокого, среднего и низкого давления соответственно), ход поршня — 839 мм.
Паром машины снабжали четыре двухконечных цилиндрических огнетрубных котла (диаметр 3,96 м, длина 5,48 м), размещавшиеся попарно в двух котельных отделениях. Котлы оснащались 24 волнистыми топками системы Фокса и 2176 дымогарными трубками, площадь колосниковой решётки составляла 45,6 м², а всей нагревательной поверхности — 1272 м². Рабочее давление пара — 9,1 атмосфер (9,4 кгс/см²).
Штатный запас топлива составлял 240 тонн угля в 10 ямах. С его полным запасом (400 тонн) корабли могли пройти 2400 миль 10-узловым ходом или 1000 миль 14-узловым.
Для питания корабельной электросети (напряжение — 100 В) использовались пять динамо-машин, одна из которых находилась в надстройке, а остальные—в подбашенных отделениях.
| Результаты ходовых испытаний кораблей | Результаты ходовых испытаний кораблей | Результаты ходовых испытаний кораблей | Результаты ходовых испытаний кораблей | Результаты ходовых испытаний кораблей |
| Наименование                          | Дата                                  | Водоизмещение, тонн                   | Мощность силовой установки, л. с.     | Скорость, узлов                       |
| ------------------------------------- | ------------------------------------- | ------------------------------------- | ------------------------------------- | ------------------------------------- |
| «Адмирал Ушаков»                      | 20 сентября 1895 года                 | 4020                                  | 5770                                  | 16,1                                  |
| «Адмирал Сенявин»                     | 18 октября 1896 года                  | 4791                                  | 5327                                  | 16,12                                 |
| «Генерал-адмирал Апраксин»            | 20 октября 1898 года                  | 4152                                  | 5763                                  | 15,07                                 |

### Вооружение

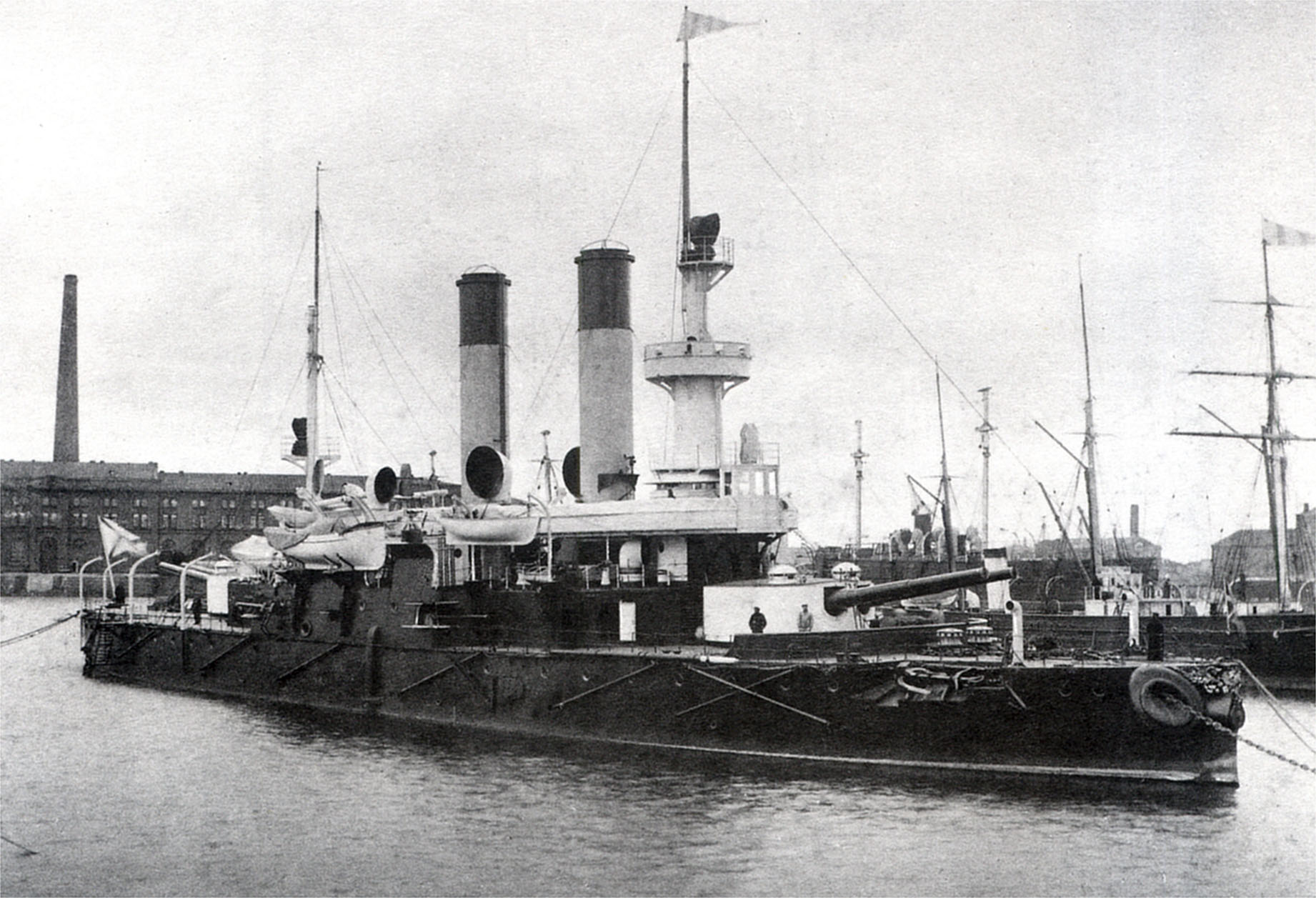
«Адмирал Ушаков» в 1897 году. Видны обе 254-мм башни и 120-мм установки правого борта

Главным калибром броненосцев были четыре 254-мм/45 орудия в двух двухорудийных башнях, находившихся в оконечностях корпуса. Данная артиллерийская система была разработана казённым Обуховским сталелитейным заводом под руководством А. Ф. Бринка в 1891—1892 годах как единая для крупных надводных кораблей и береговых батарей. Двухорудийные установки имели гидравлическое наведение и заряжание. При наибольшем угле возвышения в 15° и начальной скорости в 693 м/с максимальная дальность стрельбы из них составляла 11 668 метров (63 кабельтовых). Штатный боекомплект включал в себя 198 254-мм снарядов на корабль, в том числе 120 (80+40) 225,5-кг бронебойных и стальных фугасных снарядов, 48 устаревших фугасных с чугунным корпусом и 30 сегментных. На практике вместимости погребов не хватало, и часть снарядов хранилась в кранцах при орудиях.
На третий корабль серии («Генерал-адмирал Апраксин») установили более совершенные башеные установки с электроприводом и максимальным углом возвышения в 35°. Ввиду их большего веса, во избежание перегрузки было решено сделать кормовую башню одноорудийной, уменьшив таким образом количество 254-мм орудий с четырёх до трёх.
Средний калибр представляли четыре 120-мм/45 орудия Канэ, располагавшиеся по углам спардека. Они не имели какой-либо броневой защиты, при наибольшем угле возвышения в 20° и начальной скорости в 823 м/с максимальная дальность стрельбы из них составляла 10 000 метров (54 кабельтовых). Их штатный боекомплект состоял из 780 унитарных выстрелов с 20,4-кг чугунными фугасными снарядами, подача их из погребов производилась элеваторами с электроприводом.
Малокалиберная артиллерия была представлена шестью 47-мм (на «Апраксине» — 10), шестью (на «Апраксине» — 5) пятиствольными и двенадцатью одноствольными 37-мм скорострельными пушками конструкции Гочкиса. К первым штатно полагалось 5400 выстрелов, ко вторым—24 480.
Кроме всего вышеперечисленного, на борту также находились две 63,5-мм десантные пушки Барановского с колёсными и корабельными станками, к ним имелось суммарно 1250 снарядов.
Минное вооружение было представлено четырьмя 381-мм поворотными надводными торпедными аппаратами. Запускаемые из них торпеды Обуховского завода образца 1889 года при длине в 5,52 м и стартовой массе в 429,4 кг несли 81,8 кг пироксилина и могли пройти 550 м 24,75-узловым ходом. Дополнительно два аппарата на минных катерах были предназначены для использования метательных мин.

### Экипаж и условия обитаемости
Штатно экипаж броненосцев состоял из 20 офицеров и 385 нижних чинов.
Командир располагал обширной каютой, включавшей в себя прихожую, кабинет, спальню и ванную комнату с санузлом. Личные каюты также имели старший офицер, ревизор, старший инженер-механик и корабельный священник, остальной командный состав размещался как в одноместных, так и двухместных каютах. В распоряжении офицеров была кают-компания с пианино, книжным шкафом и мягкими креслами.
Старшему боцману выделялась одноместная каюта, кондукторам—четырёхместная. Для унтер-офицеров и матросов имелись подвесные койки на спардеке (158), втором отделении жилой палубы (84) и коридорах третьего отделения (83), ещё 60 членам экипажа из-за нехватки места приходилось жить фактически на боевых постах. Для приёма пищи нижние чины располагали подвесными столами, для хранения личных вещей—деревянными рундуками.
Недостатками обитаемости этого типа считаются отсутствие бани, крайне малое число скамеек и общую стеснённость, особенно с учётом того, что большую часть службы в российском флоте на них сверхштатно размещались проходившие переподготовку комендоры.

## Строительство

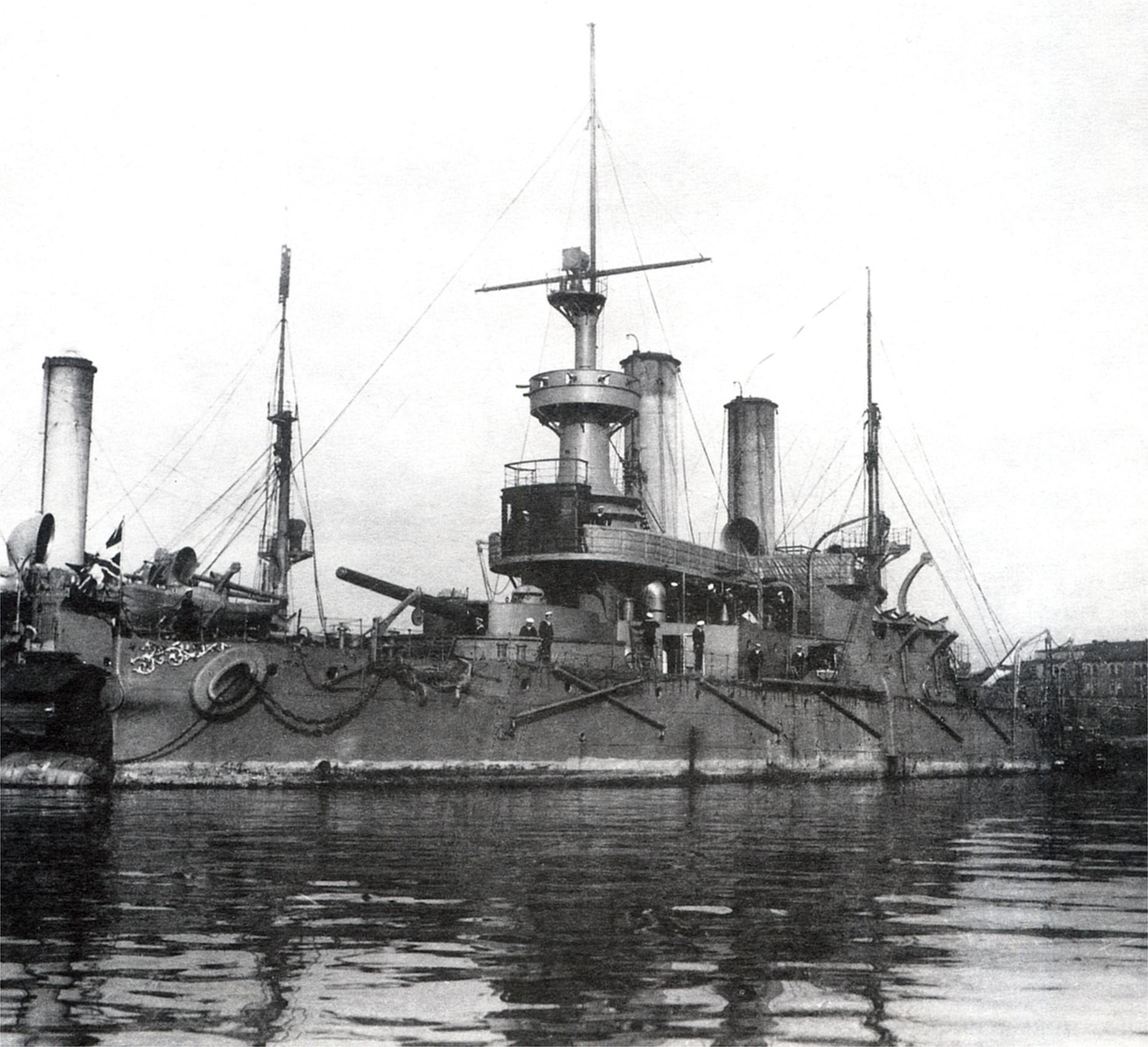
«Адмирал Сенявин» на достройке в Кронштадте, осень 1896 года

Заказы на постройку первых двух кораблей были выданы в начале 1892 года, работы на них начались в июне (Балтийский завод) и июле («Новое Адмиралтейство») соответственно. 24 августа император Александр III выбрал из пяти предложенных для них названий («Адмирал Лефорт», «Граф Орлов-Чесменский», «Адмирал Кроун», «Адмирал Ушаков», «Адмирал Сенявин») два последних—в честь флотоводцев Фёдора Ушакова (1745—1817) и Дмитрия Сенявина (1763—1831).
Официальная закладка «Ушакова» на Балтийском заводе состоялась 22 октября 1892 года в присутствии Александра III и императрицы Марии Фёдоровны, одновременно со спуском на воду крейсера «Рюрик». К началу 1893 года уже завершилась сборка двойного дна и установка шпангоутов, в мае начались испытания клеток междудонного пространства на герметичность. 30 июля с большим запозданием был размещён заказ бортовой и палубной брони Ижорскому заводу. К августу в Англии были собраны паровые машины, а в октябре их в разобранном виде отправили в Россию.
Торжественный спуск «Ушакова» на воду состоялся 27 октября 1893 года в присутствии Александра III, Марии Фёдоровны, делегации Морского министерства во главе с его управляющим Чихачёвым и генерал-адмиралом Алексеем Александровичем и ряда других высокопоставленных гостей, включая и иностранцев. К концу апреля 1894 года на корабле была завершена сборка силовой установки, 28 июня и 1 июля были проведены её пробные пуски. Из-за неготовности водоотливной системы и рулевого устройства на испытания он вышел более чем годом позже, в августе 1895 года. В сентябре «Ушаков» прошёл успешные 12-часовые испытания, на мерной миле была развита скорость в 16,1 узел. В октябре на броненосце начался монтаж 254-мм башен, но сами орудия были установлены только в 1897 году. 17 октября 1896 года актом приёмной комиссии был принят в казну корпус корабля, а месяцем позже-его механизмы.
Закладка «Адмирала Сенявина» состоялась 8 апреля 1893 года, в дальнейшем его постройка шла медленнее, чем головного. На воду он был спущен 10 августа 1894 года и прошёл ходовые испытания к осени 1896 года. Хотя в силу выданного Обуховскому заводу задания «Сенявин» получил 254-мм орудия раньше «Ушакова», достройка его продолжалась до 1897 года Общая его стоимость (с боезапасом) составила 4339,3 тысячи рублей.
В декабре 1893 года было принято решение о постройке «Новым Адмиралтейством» третьего корабля серии, получившего название «Генерал-адмирал Апраксин», в честь сподвижника Петра I и одного из создателей русского флота Фёдора Апраксина. Подготовительные работы по нему начались в феврале 1894 года, 12 октября началась работы на стапеле, официально же его заложили 20 мая 1895 года. В 1895 году проект строящегося корабля по предложению его главного строителя Дмитрия Скворцова был существенно откорректирован, получив другие установки главного калибра, меньшей по толщине пояс из гарвеевской брони и лёгкое прикрытие для 47-мм орудий на мостике.
На воду «Апраксин» был спущен 30 апреля 1896 года, а ходовые испытания завершил к осени 1898 года. Стрельбы из усовершенствованных установок главного калибра прошли летом 1899 года.
| Наименование               | Место постройки      | Заложен         | Спущен на воду  | Введён в эксплуатацию | Судьба                                                                       |
| -------------------------- | -------------------- | --------------- | --------------- | --------------------- | ---------------------------------------------------------------------------- |
| «Адмирал Ушаков»           | Балтийский завод     | 22 октября 1892 | 27 октября 1893 | 1897                  | Затоплен после боя с японскими крейсерами «Иватэ» и «Якумо» 15 мая 1905 года |
| «Адмирал Сенявин»          | Новое Адмиралтейство | 8 апреля 1893   | 10 августа 1894 | 1897                  | Потоплен как мишень 9 ноября 1936 года                                       |
| «Генерал-адмирал Апраксин» | Новое Адмиралтейство | 20 мая 1895     | 30 апреля 1896  | 1899                  | Разобран на металл в 1939 году                                               |

## История службы

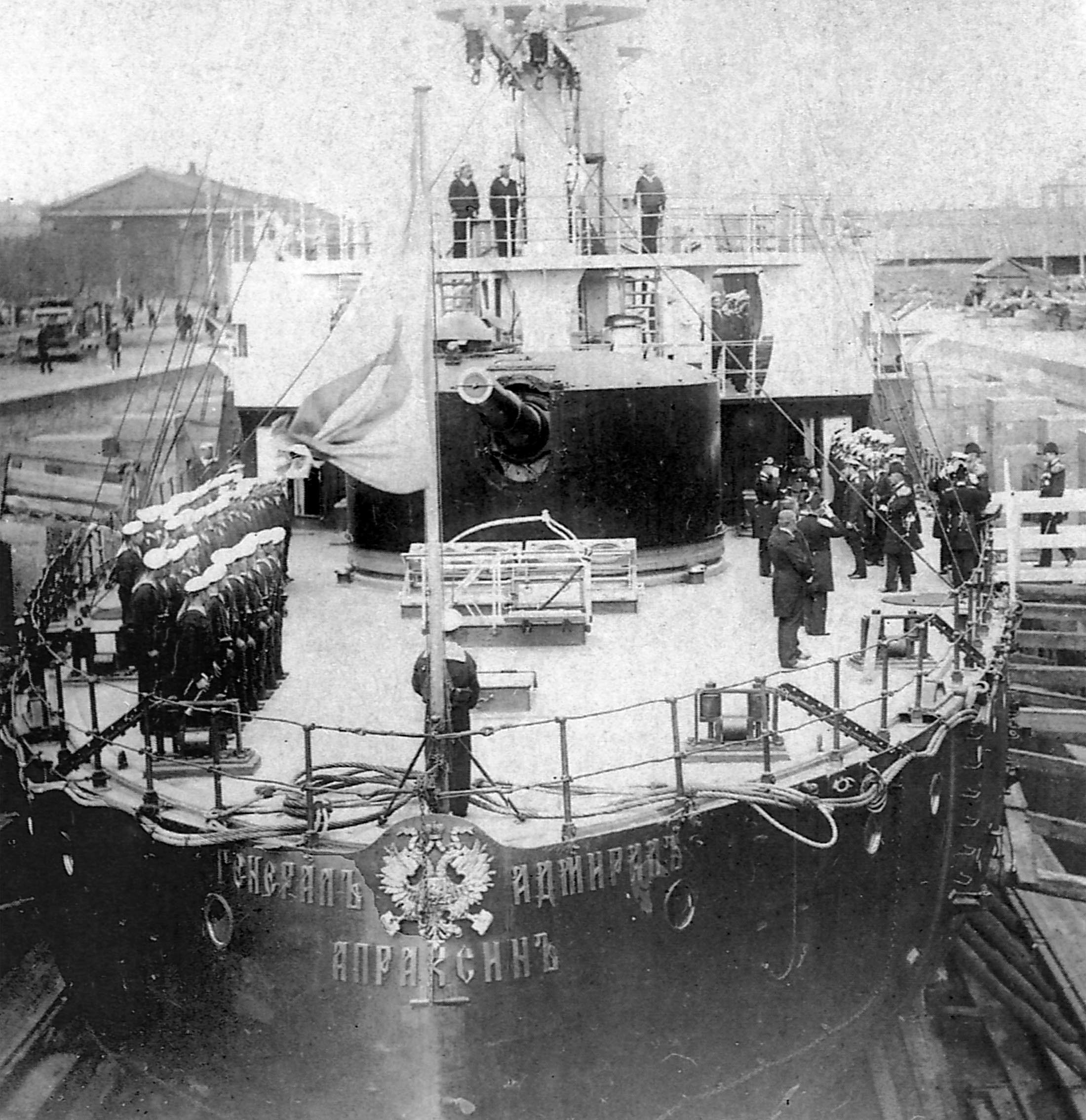
«Апраксин» в доке во время посещения Николаем II, 1901 год. Видна одноорудийная 254-мм установка

«Адмирал Ушаков» и «Адмирал Сенявин» с июля 1898 года находились в составе Практической эскадры. В июле-августе они участвовали в учениях, при этом 29 июля «Ушаков» столкнулся с миноносцем № 110 (лёгкие повреждения обоих кораблей), а 26 августа расстреляли списанные парусные лайбы, добив их затем таранными ударами.
Летом 1899 года участвовали в следующих учениях. 30 июля они провели торпедные стрельбы, а 7 августа артиллерией и тараном потопили лайбы. 28 августа были проведены тесты скорости заряжания, показавшие в силу плохой подготовки расчётов совершенно неудовлетворительные результаты: от 6,5 до 11 минут на орудие при гидравлическом заряжании и вдвое больше-при ручном. Наконец, 3 сентября «Ушаков» посетил новый глава Морского министерства Павел Тыртов.
В ночь на 13 ноября 1899 года «Генерал-адмирал Апраксин» из-за навигационной ошибки сел на камни у острова Гогланд. Снят он был с помощью ледокола «Ермак» только 11 апреля 1900 года, 6 мая прибыл в Кронштадт, где встал на ремонт, продлившийся до начала кампании 1901 года.
В кампании 1900 года «Ушаков» и «Сенявин» были переданы в состав Учебно-артиллерийского отряда Балтийского флота, при этом значительно сократился постоянный состав команд—в частности, на «Ушакове» находились 263 матроса и унтер-офицера и 183 проходивших переподготовку комендоров и гальванёров. В 1902 году к обоим кораблям присоединился и «Апраксин» .
В кампании 1904 года все три броненосца активно использовались для подготовки комендоров готовящейся к отправке на Дальний Восток Второй Тихоокеанской эскадры. Уже к тому моменту 254-мм и 120-мм орудия были сильно изношены, из последних было произведено до 400 выстрелов. 22 ноября было принято решение о формировании Третьей Тихоокеанской эскадры, и в декабре-январе корабли прошли ремонт в Либаве. При нём устанавливались дальномеры Барра и Струда, прицелы Перепёлкина, радиотелеграфы «Телефункен», броневые козырьки боевых рубок. На каждом из броненосцев было заменено по два самых изношенных 120-мм орудия на новые, отремонтирована гидравлика башен, удалены лишнее дерево из отделки и 4 из 6 торпедных аппаратов (находившиеся в форштевне, ахтерштевне и минных катерах). Также они были перекрашены полностью в чёрный цвет, включая дымовые трубы.

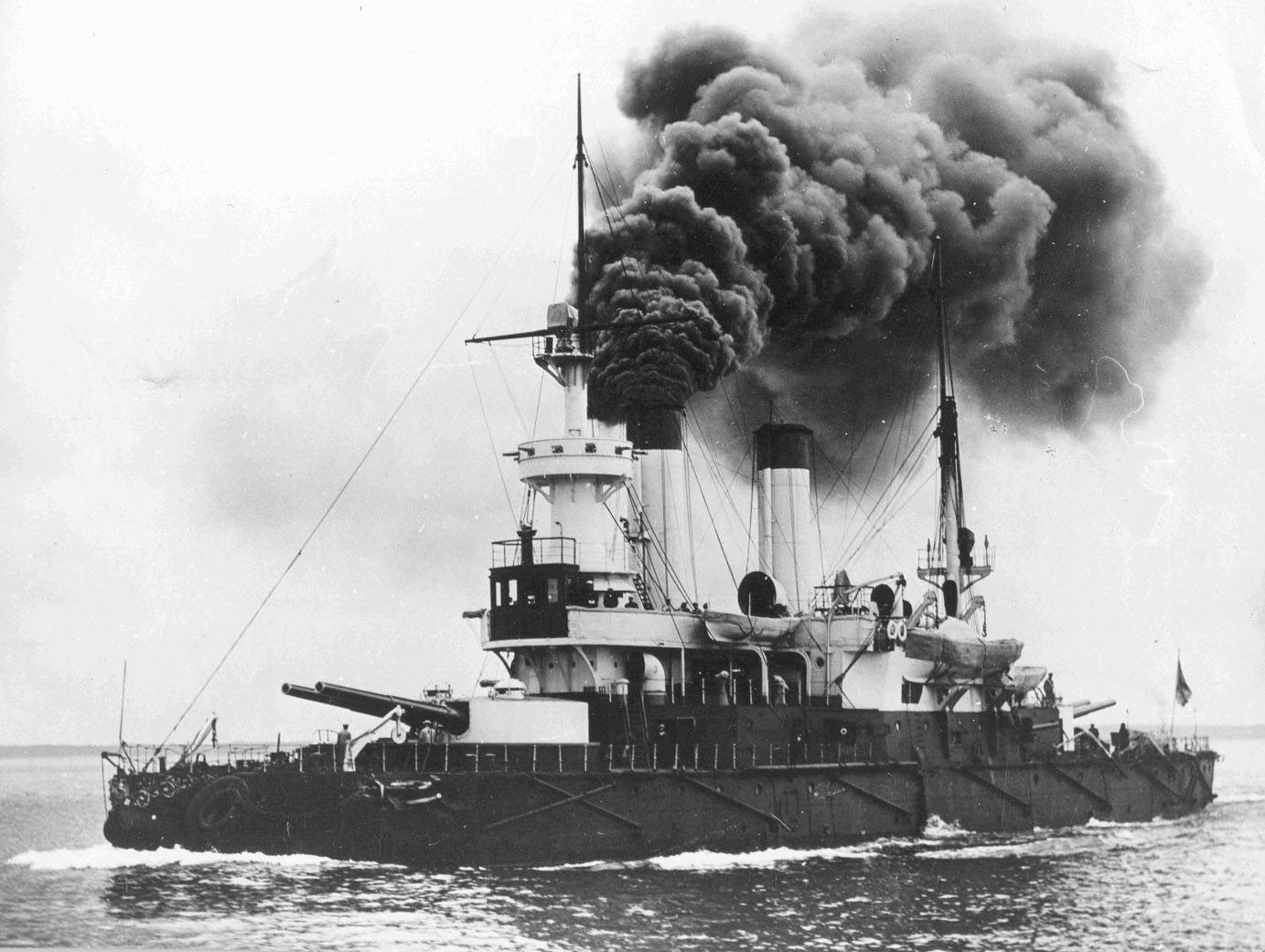
«Адмирал Сенявин» в 1901 году.

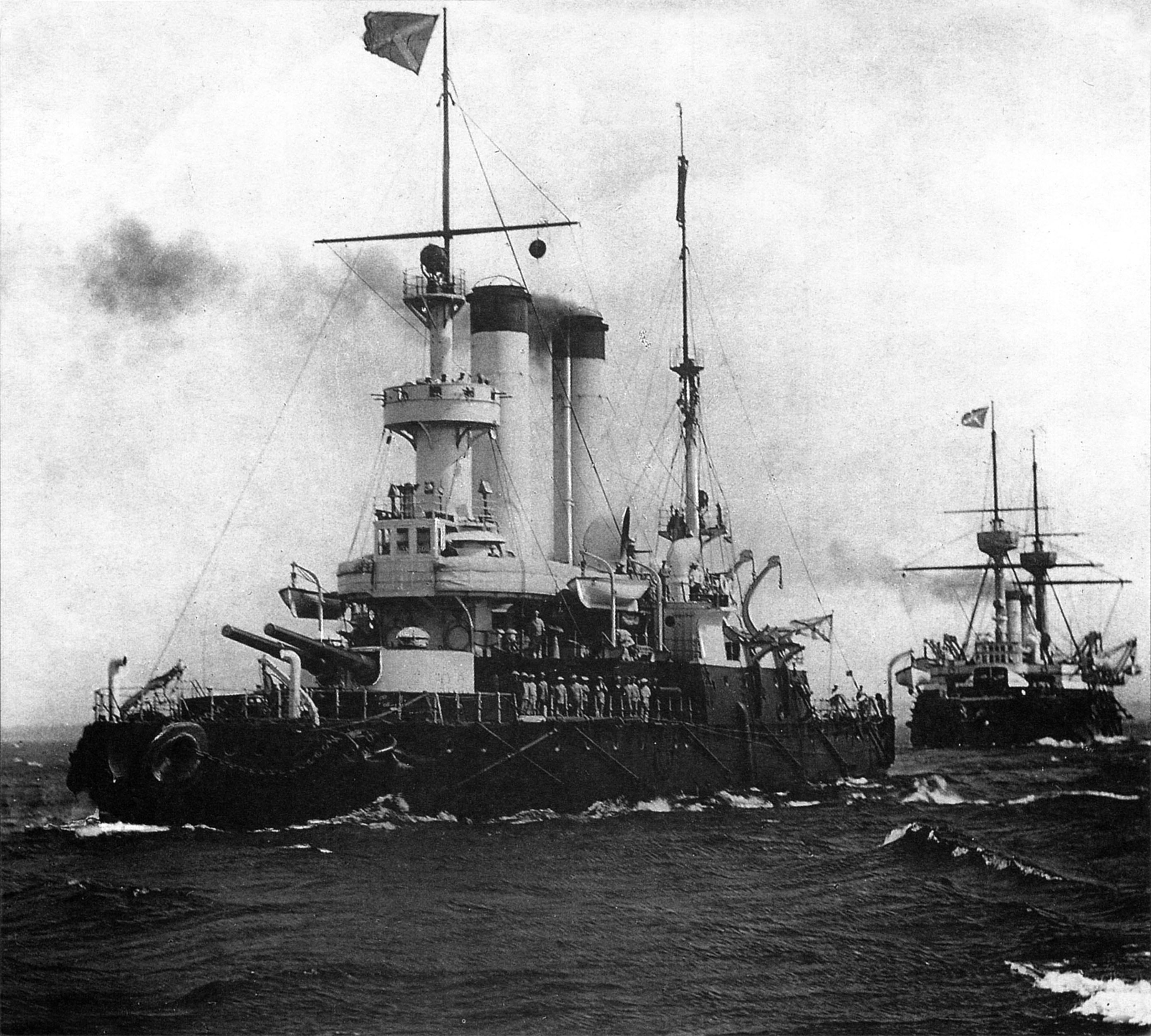
«Адмирал Ушаков» и «Император Александр II» в походе, июнь 1902 года.

В поход Третья Тихоокеанская эскадра («Император Николай I» — флагман контр-адмирала Небогатова, «Адмирал Ушаков», «Адмирал Сенявин», «Генерал-адмирал Апраксин», «Владимир Мономах») вышла 2 февраля 1905 года. 8-го она дозагрузилась углём у Скагена, 12-го прошла Ла-Манш, 20-го зашла в Танжер и 28-го прибыла на Крит, где сделала недельную остановку. 8 марта корабли снова вышли в море, 12-го преодолели Суэцкий канал и 20-го достигли Джибути, дважды проведя по пути стрельбы. В ходе стоянки помимо погрузки угля и продовольствия была проведена переборка механизмов. 27—31 марта эскадра перешла в Марбат и приняла уголь в перегруз для перехода через Индийский океан. 19—20 апреля она прошла Малаккский пролив и 22-го встретилась с вышедшими ранее кораблями Рожественского. 27—30 апреля на стоянке у побережья Французского Индокитая все три корабля снова прошли переборку механизмов и приняли внушительные запасы угля, продовольствия и пресной воды (водоизмещение достигло 5400 тонн, осадка — 6,4 м). Также их перекрасили в ту окраску, что и на Второй Тихоокеанской эскадре — с жёлтыми с чёрной каймой трубами и шаровыми мачтами.
В Цусимском сражении 14 мая 1905 года «Апраксин», «Сенявин» и «Ушаков» шли вторым, третьим и четвёртым соответственно в левой колонне русских броненосцев, возглавляемой «Николаем I». Они открыли огонь с самого начала боя и на первом его этапе никаких повреждений не получили. Основными их целями в это время были японские броненосные крейсера «Ниссин» и «Касуга». Затем они стреляли по бронепалубным крейсерам адмиралов Дэва и Уриу, претендуя на попадание в «Касаги», выведшее его из строя до конца сражения. «Ушаков» в это время получил три 203-мм снаряда, в результате чего было убито 4 и ранено 4 человека, из-за затопления таранного отсека скорость снизилась на 4 узла.
Ночью все три корабля вместе с «Николаем I» и «Орлом» продолжили путь во Владивосток, кормовая башня «Сенявина» при этом заявила о потоплении японского миноносца. Утром 15-го они, кроме отставшего «Ушакова», встретились с главными силами японцев и по приказу Небогатова сдались. Одно из 120-мм орудий «Апраксина» при этом успело произвести выстрел. «Ушаков» же вечером того же дня принял неравный бой с броненосными крейсерами «Иватэ» и «Якумо». Первое попадание 203-мм снарядом он получил через 10 минут, через 20 минут крен на правый борт сделал наведение башен затруднительным, а ещё через 10-вынудил прекратить огонь из них, после чего командир броненосца капитан 1-го ранга Миклуха в силу бессмысленности дальнейшего сопротивления приказал затопить корабль. Японцы продолжали и дальше вести огонь вплоть до того, как он перевернулся и затонул. В ходе боя погибло 94 члена экипажа (7 офицеров, 3 кондуктора, 84 унтер-офицера и матроса), японские крейсера подняли из воды 328 человек.

### В японском флоте

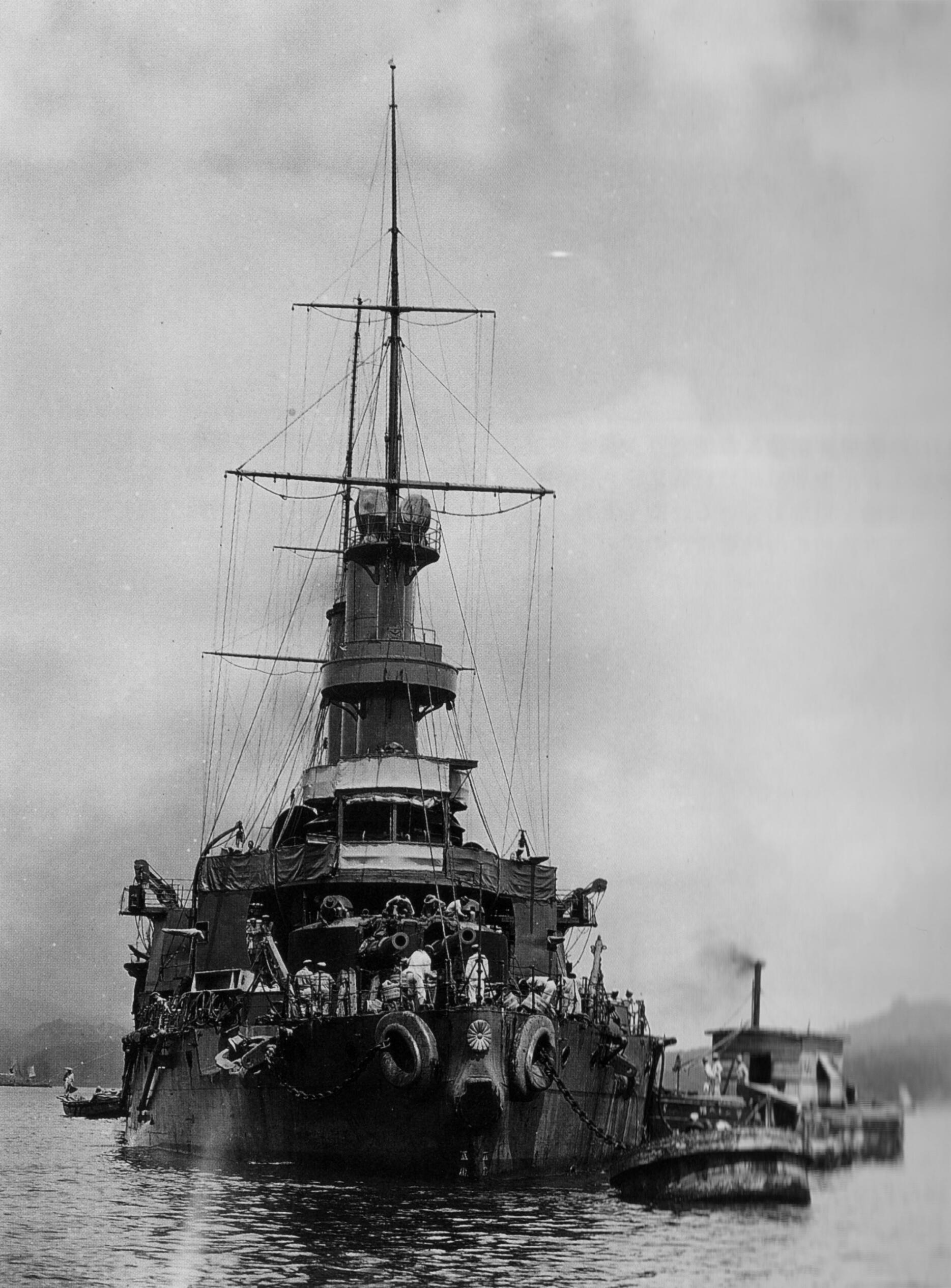
«Окиносима» в Сасэбо 31 июля 1905 года.

Захваченные 15 (28) мая 1905 года «Апраксин» и «Сенявин» прибыли в Сасэбо через два дня, 30-го. 6 июня они были зачислены в состав Японского императорского флота (ЯИФ) как корабли береговой обороны 2-го ранга с присвоением названий «Окиносима» и «Мисима» соответственно — в честь островов в Цусимском проливе. «Окиносима» при этом был приписан к ВМБ Йокосука, а «Мисима» — к ВМБ Майдзуру, штатная численность их экипажей была определена в 377 и 392 человека. 14 июня их включили в 7-ю дивизию Четвёртого флота — вместе с «Тинъэном» (бывший «Чжэньюань», флагман) и «Ики» (бывший «Николай I»). К 21 и 26 июля («Мисима» и «Окиносима» соответственно) было завершено обслуживание корпуса и вооружения кораблей в Арсенале флота в Сасэбо. 23 октября оба бывших броненосца участвовали в морском параде по случаю победы в русско-японской войне в Иокогаме. 20 декабря «Окиносима» был передан в состав Второго флота, а «Мисима» был выведен в резерв первой категории.
В июне 1906 года было принято решение о перевооружении «Мисимы», и в августе он встал на реконструкцию. С корабля были сняты все старые 47-мм пушки (десантные пушки Барановского выгрузили ещё раньше), вместо них установлены четыре 76-мм/50 орудия Канэ (боекомплект 360 снарядов на ствол) и два сигнальных 47-мм/30 орудия Ямаути (по 400 снарядов на ствол). 15 марта 1907 года в связи с завершением работ он был переведён в резерв первой категории, и 1 августа включён во Второй флот. В его составе «Мисима» совершил несколько походов к берегам Кореи, пока 20 апреля 1908 года не был выведен в резерв второй категории и простоял на приколе в Майдзуру полтора года, выходя в море только в период осенних манёвров 1908 года (на время их проведения он придавался Третьему флоту).

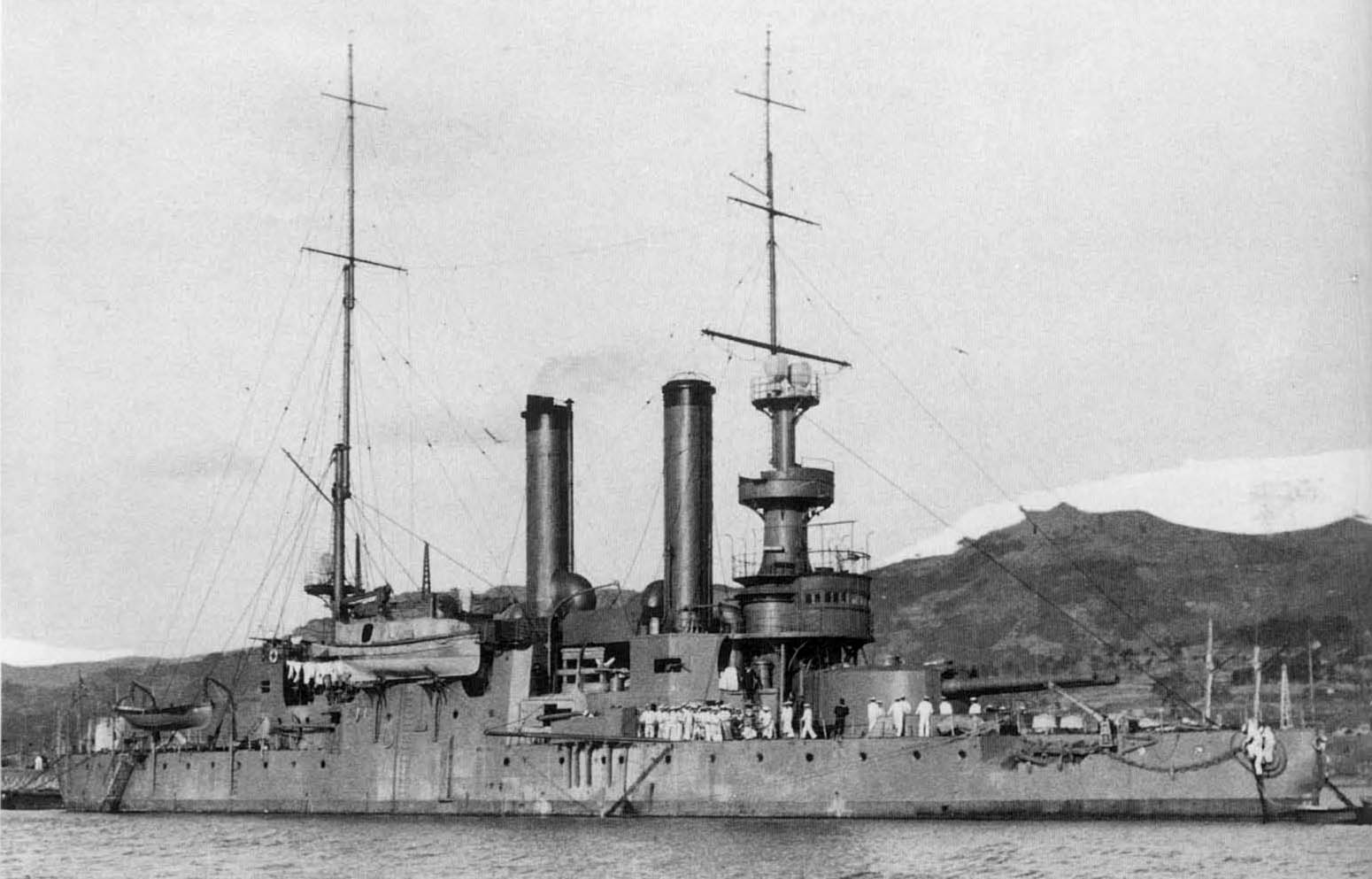
«Окиносима» в Сасэбо 11 января 1916 года.

«Окиносима» с марта 1906 по май 1907 года также совершил несколько походов к берегам Кореи, и с июня 1907 встал на длительный ремонт (включавшем и капитальный ремонт энергетической установки) в Майдзуру, а потом Сасэбо. Работы были завершены к июлю 1909 года, но только 1 ноября корабль был переведён из резерва второй категории в первую.
1 декабря 1909 года «Окиносима» и «Мисима» были переданы в состав Второго флота, включавшего на тот момент броненосный крейсер «Якумо» (флагман вице-адмирала Хаяо Симамура) и посыльное судно «Ёдо». В марте-августе 1910 года они несколько раз ходили к корейскому побережью и 1 декабря были выведены в резерв второй категории. Штатный их боекомплект к тому времени составлял 180 и 240 254-мм снарядов для «Окиносимы» и «Мисимы» соответственно (в том числе 72 и 96 бронебойных, 108 и 144 фугасных с кованным корпусом), и по 160 снарядов на каждое 120-мм орудие. С 1 апреля 1911 года оба бывших броненосца были переведены в резерв третьей категории и в течение последующих трёх лет находились в ВМБ Сасэбо и Майдзуру в качестве учебных судов. Примерно в этот период «Окиносима» также лишился старых 47-мм пушек, заменённых десятью 76-мм/50 орудиями Канэ и двумя 47-мм/30 орудиями Ямаути.
В связи с вступлением Японии в Первую мировую войну «Окиносима» и «Мисима» 18 августа 1914 года были выведены из резерва и зачислены в 2-ю дивизию Второго флота вместе с «Суо» (флагман), «Ивами» и «Танго». 31 августа в её составе они вышли в море, в ходе последующей осады Циндао занимались обстрелом немецких позиций и вернулись в Сасэбо 22-23 ноября. 1 декабря их снова вывели в резерв третьей категории с возвращением роли учебных судов при ВМБ Сасэбо и Майдзуру. В 1915 году шли переговоры о продаже обоих бывших броненосцев обратно России, но российскую сторону совершенно не устроили безнадёжно устаревшие корабли, и в итоге были проданы другие трофеи — «Сагами», «Танго» и «Соя». Около 1917 года на обеих кораблях были сняты торпедные аппараты или по крайней мере — ими более не пользовались.

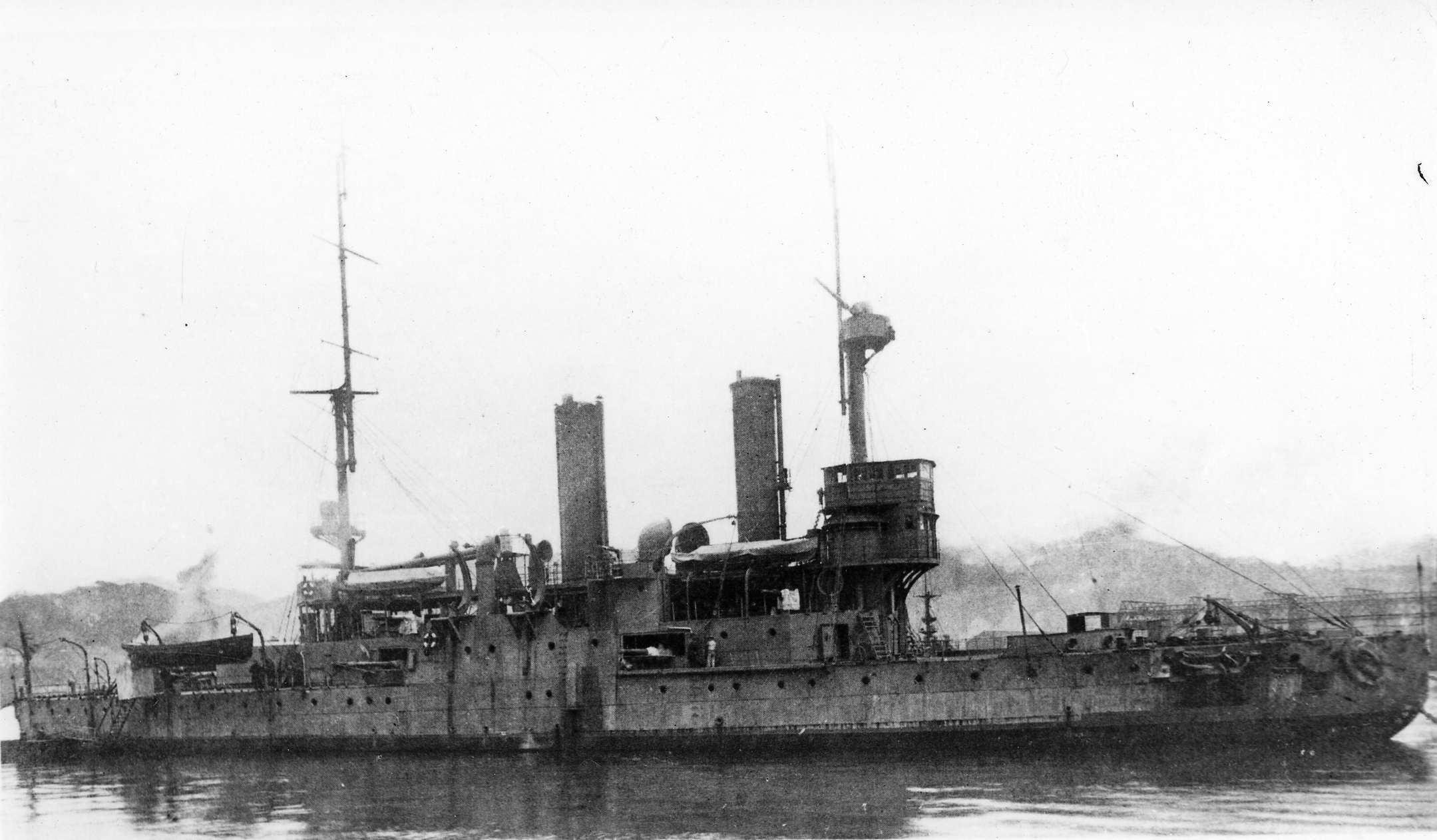
Ледокол «Мисима» в Майдзуру 28 декабря 1918 года.

«Мисима» в связи с участием Японии в интервенции в Россию и необходимость переброски войск зимой был перестроен в ледокол в конце 1918 года в Майдзуру. Помимо переделки формы носа в ледокольную, с него также была снята носовая орудийная башня и временно установлен защищённый от морозов мостик. Первый поход из Майдзуру до Владивостока и обратно «Мисима» совершил в феврале 1919 года и сразу после был выведен в резерв третьей категории. В феврале-мае 1920 года он ещё несколько раз ходил в Приморье, кратковременно при этом войдя в состав 5-й дивизии Третьего флота. С 3 июня «Мисима» был возвращён в резерв, в начале сентября следующего года переведён из Майдзуру в Сасэбо и передан охранной части ВМБ в качестве плавучей казармы. 1 апреля 1922 года он был исключён из списка боевых кораблей и переведён в разряд судов специального назначения, в дальнейшем использовался как плавбаза подводных лодок. В период с ноября 1924 по январь 1925 года с него было снято предназначавшееся для роли ледокола оборудование. 10 октября 1935 года «Мисима» был исключён из списков и с 10 января 1936 года фигурировал под обозначение «Исключённое судно № 7». 9 ноября 1936 года он был потоплен авиабомбами самолётов морской авиации в ходе учений у мыса Той-Мисаки.
«Окиносима» 1 апреля 1922 года также был исключён из списка боевых кораблей и переведён в разряд вспомогательных судов. 12 марта 1925 года после десятилетия службы в роли учебного судна его передали общественной организации для использования в качестве памятника победе в Цусимском сражении и 22 марта того же года он был уведён на буксире судна «Носима» в Цуядзаки (север префектуры Фукуока). Однако вскоре после прибытия к месту назначения «Окиносима» в шторм был сорван с якорей и выброшен на мель. В таком состоянии он пребывал ещё 14 лет, пока в 1939 году не был выкуплен флотом за 70 тысяч иен и перепродан затем металлургической компании «Явата» для разделки на металл.

## Оценка проекта
Броненосцы типа «Адмирал Сенявин» проектировались, исходя из трёх основных задач. Они должны были при необходимости вести бой один на один с любым из аналогичных немецких или шведских кораблей Осадка их должна была быть достаточно мала, чтобы действовать у берегов и в шхерах. Также 16-узловая скорость позволила бы им совместно участвовать в сражении с эскадренными броненосцами типов «Александр II» и «Полтава». Но в реалиях русско-японской войны броненосцам береговой обороны пришлось выполнять несвойственные для них задачи, что не позволило реализовать заложенные в проекте положительные черты. Более того, само строительство кораблей этого типа в свете внешней политики России того времени оценивается как ошибочное решение.

### Сравнение с иностранными аналогами
Основным аналогом типа «Сенявин» были немецкие броненосцы типа «Зигфрид», также разработанные для Балтики. В 1888—1896 годах по этому проекту было построено 8 единиц (в том числе последние два-по модифицированному типу «Один»). Из трёх их орудий главного калибра на борт могли стрелять только два, однако благодаря углу возвышения в 25° дальность их стрельбы была больше, чем у русского 254-мм орудия-до 12,5 км (77,6 кабельтовых). Также преимуществами «Зигфрида» перед «Сенявиным» были полный броневой пояс по ватерлинии и возвышенный полубак.
Спроектированные для Балтики датские и шведские броненосцы береговой обороны были значительно меньше русских, имели более слабое вооружение, но при этом могли похвастаться наличием бронированного каземата для скорострельной артиллерии.
Построенная во Франции для греческого флота серия из трёх кораблей типа «Идра» отличалась наиболее тяжёлыми орудиями среди аналогов и критическим недостатком в виде высоты броневого пояса—при ширине в 1,2 м он возвышался на водой лишь на 8 см.
Наконец, три австро-венгерских броненосца типа «Монарх» постройки 1893—1898 годов были наиболее крупными и быстроходными из подобных боевых единиц того времени. Дальность стрельбы 240-мм установок на них достигала 80 кабельтовых, преимуществом их броневой защиты было наличие второго пояса и бронированного каземата 150-мм орудий.
| Сравнительные ТТХ броненосцев типа «Адмирал Сенявин» и их аналогов | Сравнительные ТТХ броненосцев типа «Адмирал Сенявин» и их аналогов | Сравнительные ТТХ броненосцев типа «Адмирал Сенявин» и их аналогов | Сравнительные ТТХ броненосцев типа «Адмирал Сенявин» и их аналогов | Сравнительные ТТХ броненосцев типа «Адмирал Сенявин» и их аналогов | Сравнительные ТТХ броненосцев типа «Адмирал Сенявин» и их аналогов | Сравнительные ТТХ броненосцев типа «Адмирал Сенявин» и их аналогов | Сравнительные ТТХ броненосцев типа «Адмирал Сенявин» и их аналогов |
|                                                                    | «Зигфрид»                                                          | «Идра»                                                             | «Ушаков»                                                           | «Монарх»                                                           | «Апраксин»                                                         | «Оден»                                                             | «Херлуф Тролле»                                                    |
| ------------------------------------------------------------------ | ------------------------------------------------------------------ | ------------------------------------------------------------------ | ------------------------------------------------------------------ | ------------------------------------------------------------------ | ------------------------------------------------------------------ | ------------------------------------------------------------------ | ------------------------------------------------------------------ |
| Годы спуска на воду                                                | 1889                                                               | 1889                                                               | 1893                                                               | 1895                                                               | 1896                                                               | 1896                                                               | 1899                                                               |
| Водоизмещение, т                                                   | 3691                                                               | 4808                                                               | 4594                                                               | 5547                                                               | 4438                                                               | 3445                                                               | 3494                                                               |
| Энергетическая установка, л. с.                                    | 5000                                                               | 6700                                                               | 5000                                                               | 8500                                                               | 5000                                                               | 5350                                                               | 4200                                                               |
| Максимальная скорость, узлов                                       | 14,5                                                               | 17,0                                                               | 16,1                                                               | 17,5                                                               | 15,1                                                               | 16,5                                                               | 15,5                                                               |
| Артиллерия главного калибра                                        | 3×1 — 240-мм/35                                                    | 2×1 — 270-мм/34 1×1 — 270-мм/28                                    | 2×2 — 254-мм/45                                                    | 2×2 — 240-мм/40                                                    | 1×2, 1×1 — 254-мм/45                                               | 2×1 — 254-мм/42                                                    | 2×1 — 240-мм/40                                                    |
| Средний калибр                                                     | 8×1 — 88-мм/30                                                     | 5×1 — 150-мм/36 4×1 — 86-мм/22                                     | 4×1 — 120-мм/45                                                    | 6×1 — 150-мм/40                                                    | 4×1 — 120-мм/45                                                    | 6×1 — 120-мм/45                                                    | 4×1 — 150-мм/43                                                    |
| Торпедное вооружение                                               | 6 × 350-мм ТА                                                      | 3 × 360-мм ТА                                                      | 4 × 381-мм ТА                                                      | 2 × 450-мм ТА                                                      | 4 × 381-мм ТА                                                      | 1 × 450-мм ТА                                                      | 3 × 450-мм ТА                                                      |
| Бронирование, мм                                                   | Борт — до 240, палуба — 30, барбеты — 203                          | Борт — до 300, барбеты — до 360                                    | Борт — до 254, палуба — до 51, башни — 178                         | Борт — 220—270, палуба — 40, казематы — 80, башни — 250            | Борт — до 216, палуба — до 51, башни — 178                         | Борт — 240, башни — 203                                            | Борт — 203, башни — 178                                            |
| Экипаж                                                             | 276                                                                | 440                                                                | 405                                                                | 426                                                                | 405                                                                | 254                                                                | 254                                                                |